# Top Secret!
Top Secret! és una pel·lícula estatunidenca filmada el 1984, interpretada per Val Kilmer (en el seu primer llargmetratge), Lucy Gutteridge, Omar Sharif, Peter Cushing, Michael Gough i Jeremy Kemp, i dirigida per David Zucker, Jim Abrahams i Jerry Zucker.
La pel·lícula és una paròdia de la Segona Guerra Mundial i les pel·lícules d'Elvis.

## Argument
La pel·lícula explica la història de Nick Rivers (Kilmer), un cantant pop (les cançons de qui sonen sospitosament semblants a les d'Elvis Presley, The Beach Boys i Little Richard), que va a l'Alemanya Oriental per participar en un festival cultural (curiosament Alemanya Oriental encara sembla estar controlada pels nazis i sota atac de la resistència francesa). Mentrestant, Rivers es converteix en part de la resistència i ajuda la bella Hillary Flammond (Gutteridge) en el rescat del seu pare (Gough), un brillant científic que està en mans dels alemanys i a qui obliguen a construir la mortal mina Polaris.
La pel·lícula també compta amb breus actuacions d'Omar Sharif com a agent Cedric, i Peter Cushing com el suec amo d'una llibreria, en una escena filmada completament en sentit invers.

## Repartiment
- Val Kilmer... Nick Rivers
- Lucy Gutteridge... Hillary Flammond
- Peter Cushing... Propietari de la llibreria
- Jeremy Kemp ... General Streck
- Christopher Villiers ... Nigel «La Torxa», líder de la resistència
- Warren Clarke ... Coronel von Horst
- Harry Ditson ... Rococó, membre de la resistència
- Jim Carter ... Tour Eiffel, membre de la resistència
- Eddie Tagoe ... Chocolate Mousse, membre de la resistència
- Dimitri Andreas ... Canapé, membre de la resistència
- Omar Sharif... Agent Cedric